# Людеман, Герд
Герд Людема́н (нем. Gerd Lüdemann; 5 июля 1946, Фиссельхёфеде, Ротенбург-на-Вюмме — 23 мая 2021, Гёттинген, Нижняя Саксония) — немецкий евангелический теолог и библеист, специалист по новозаветным исследованиям и поиску исторического Иисуса Христа.

## Биография
Родился в 1946 году в Виссельхёведе.
В 1971 году окончил теологический факультет Гёттингенского университета, сдав первый теологический экзамен, в 1974 году там же защитил диссертацию на соискание учёной степени доктора теологии по теме «Исследование симонианского гнозиса» (нем. Untersuchungen zur simonianischen Gnosis), а в 1977 году там же прошёл хабилитацию по новозаветным исследованиям, предоставив на защиту монографию «Павел, Апостол язычников. Том I. Исследования по хронологии» (нем. Paulus, der Heidenapostel Band I. Studien zur Chronologie).
В 1974—1975 годах работал постдокторантом в Дьюкском университете под научным руководством Уильяма Дэвида Дэвиса.
В 1975—1977 годах научный сотрудник в области новозаветных исследований Гёттингенского университета.
В 1976—1977 годах преподаватель народного университета в Гёттингене.
В 1977—1979 годах преподавал и занимался исследовательской деятельностью в качестве приглашённого ассистент-профессора в области иудеохристианства и гностицизма кафедры религиоведения Макмастерского университета.
Работал в Школе богословия Вандербильтского университета, где был в 1979 году был ассистент-профессором новозаветных исследований, в 1980 году — ассоциированным профессором новозаветных исследований, в 1984 году — приглашённым профессором новозаветных исследований, а в 1992—2008 и с 2011 года — приглашённым научным сотрудником.
В 1979—1984 годах был сопредседателем семинара по иудеям-христианам Общества библейской литературы.
В 1980—1983 годах был стипендиатом программы Гейзенберга Немецкого научно-исследовательского общества.
В 1981—1992 годах был членом редакционного совета научного журнала The Second Century. A Journal of Early Christian Studies.
В 1983—1999 годах преподавал новозаветные исследования на теологическом факультете Гёттингенского университета. С 1999 года и вплоть до своего выхода на пенсию в 2011 году, преподавал там же, став заведующим кафедрой истории и литературы раннего христианства», а также был заведующим отделом раннехристианских исследований Института специальных исследований Гёттингентского университета.
В 1997 году и 2002 году (в Политехническом университете штата Калифорния) участвовал в дискуссиях с Уильямом Лейном Крейгом касательно вопроса о воскресение Иисуса Христа.
Член Общества библейской литературы, Общества новозаветных исследований, Общества Эрнста Трёльча, Союза иудаиков ФРГ (нем. Verband der Judaisten in der Bundesrepublik Deutschland).
Один из участников «Семинара Иисуса» и «Проекта Иисуса».
Был женат на Илек Людеман, отец четырёх дочерей (Амрей, Эйке, Марей и Рейга) и дед одиннадцати внуков (Лука, Валентин, Миа, Мерл, Бруно, Сэм, Анна, Элли, Лея, Тай и Эли).
Умер 23 мая 2021 года от деменции с тельцами Леви, которой болел последние пять лет жизни.

## Научные взгляды
Отход Людемана от традиционного богословского учения начался с выхода в 1994 году его книги «Воскресение Иисуса. История — Опыт — Богословие» (нем. Die Auferstehung Jesu. Historie, Erfahrung, Theologie), в которой он попытался объяснить тексты Нового Завета о воскресении Иисуса Христа с точки зрения истории и психологии, а в самой последней главе задал вопрос: «Можем ли мы по-прежнему оставаться христианами?».
В марте 1998 года Людеман выпустил книгу «Большой обман. Что в действительности Иисус сказал и сделал» (нем. Der große Betrug. Und was Jesus wirklich sagte und tat), в которой провёл анализ избранных текстов Нового Завета из канонических Евангелий и апокрифического Евангелия от Фомы для того, чтобы определить, какие из них них получены от исторического Иисуса из Назарета, а какие впоследствии ему были приписаны. Основываясь на собственной системе оценки подлинных и мнимых слов Иисуса, он в конечном счёте пришёл к «эмпирическому» выводу, согласно которому лишь небольшая часть теста всей традиции Иисуса Христа, равная примерно пяти процентам, восходит к самому Иисусу Христу. В конечном счёте Людеман пришёл к выводу, что уже ранние христиане начали «фальсифицировать и ретушировать» слова и дела Иисуса и «сделали Иисуса таким, чтобы он соответствовал их желаниям и интересам, а также являлся наиболее полезным в их борьбе против инакомыслящих и иноверцев». По его мнению к числу таковых относились тексты Нового Завета о телесном воскресении Иисуса Христа, теологии искупления, Тайной вечери, апокалиптические тексты о Страшном суде и вообще все тексты, которые, с его точки зрения, провозглашают Иисуса божественным существом и предполагают веру в откровение. Он рассматривал это как проекцию, о чём, в частности, написал в последней главе «Письмо к Иисусу».
В целом, Людеман является наследником идей Германа Самуила Реймаруса, который в своих трудах, изданных в 1774—1778 годах Готхольдом Эфраимом Лессингом, изображал Иисуса Христа в качестве политического кандидата на роль Мессии, чьи неминуемые ожидания не оправдались, а воскресение считал выдумкой первых христиан. Кроме того, Людеман разделял взгляды Людвига Фейербаха на критику религии, описывавшего веру в Бога, в воплощение Иисуса Христа, как лютеранско-христианский догмат, как психологически понятную, но желаемую проекцию, которую для прогресса гуманизма следует преодолеть.

## Отзывы и критика
В 2001 году между Людеманом и Карстеном Петером Тиде состоялась дискуссия по вопросу воскресения Иисуса Христа. В ходе обсуждения своем обсуждении Людеман привёл доводы и доказательства, на основании которых он пришёл к выводу, что Евангелия являются недостоверны с исторической точки зрения и, в частности, согласно содержанию Евангелия от Марка, по его словам, «никто не присутствовал во время молитвенного борения (нем. Gebetskampf) Иисуса в Гефсимании». В свою очередь Тиде возразил, что трое учеников Иисуса Христа находились там, и в повествовании не говорилось, что они всё время спали, поэтому могли «увидеть достаточно». Кроме того, Людеман посчитал неисторическим воззвание Иисуса Христа на кресте: «для чего Ты Меня оставил?», поскольку считал, «там не было никого, кто мог бы услышать молитву». В свою очередь Тиде указал на прохожих, упомянутых в повествовании, противников и последователей Иисуса Христа. В целом же Людеман полагал, что в основе противоречий между ним и Тиде лежат «разные оценки евангелистов».
Евангелический теолог и специалист по новозаветным исследованиям Вольфганг Штегеман в своей монографии «Иисус и его время», вышедшей в 2010 году, выступил с критикой притязаний Людемана на эмпирическую объективность, поскольку обвиняя в мошенничестве ранних христиан, как и первых исследователей жизни Иисуса Христа, которых считал всё ещё наивно-оптимистичными, Людеман этим переворачивает нынешнее понятие о праве в отношении них, поскольку Уголовный кодекс Германии гласит, что под мошенничеством понимается «нанесение ущерб имуществу другого лица тем, что его путём сообщения ложных фактов или путём искажения либо сокрытия истинных фактов вводят в заблуждение или поддерживают заблуждение». Штегеман также указывает на то, что Людеман подчинил древние тексты и традиционный ход повествовательной стратегии требованиям современных стандартов исторических изложений. Его концепция «действительности» охватывает лишь только то, что можно освободить от «перекрашивания» (нем. Übermalung) и обратить против веры первоначальных христиан, несмотря на то, что данные идеи являются анахронизмом, «арестованным» ещё в XIX веке, и сильно отстают от сегодняшней герменевтики.
Библеист Барт Эрман в своей книге «Как Иисус стал Богом. Откуда взялись и как развивались представления о Христе, ставшие догмами» отметил следующее: «Например, немецкий библеист-скептик Герд Людеман считает, что видения Иисуса, которые пережил сначала Пётр, а затем Павел, были вызваны психологическими факторами. По его мнению, когда Иисус умер, его тело разложилось, как всякое другое мёртвое тело. Таким образом, утверждает Людеман, поскольку христианство укоренено в телесном воскресении, но Иисус в действительности не воскресал физически, «„христианская вера так же мертва, как и сам Иисус“».
Библеист Г. Г. Ястребов оценивая книгу Людемана «Иисус спустя 2000 лет. Что он действительно сказал и сделал» (нем. Jesus nach 2000 Jahren. Was er wirklich sagte und tat), отметив, что Людеман «подверг критическому анализу на предмет достоверности абсолютно все предания об Иисусе, относящиеся к первым двум векам нашей эры», отметил что «по сути, это уникальный проект: хотя его замысел напоминает замысел „семинара по Иисусу“, отчёты семинара изобилуют голословностью, а значит, во многом лишены научной ценности», в то время как Людеман «всюду даёт обоснования по чётким критериям», при этом «его критерии достоверности, в целом, довольно традиционны». Он также указывает, что Людеман «ясно проговаривает и критерии недостоверности» и что «как ни странно, это методологическое решение почти уникально для «поиска»: из основных участников его принимает только С. Паттерсон». Тем не менее, Ястребов считает, что его попытка «модифицировать старые критерии достоверности заслуживает внимания, но не до конца продумана» и «как раз гибкости и осторожности Людеману не хватает: книга наполнена предельно ригористическими суждениями, основанные на поспешных умозаключениях». Кроме того, он обратил внимание на то, что Людеман «не ставит всерьёз предания об Иисусе в контекст иудаизма Второго Храма; так, анализ кумранских и раввинистических параллелей практически отсутствует», в то время как «попытка обойтись анализом форм и традиций сомнительна». Ястребов подытоживает, что «всё это существенно снижает ценность проекта», хотя и признаёт, что работа Людемана «не лишена ценности», поскольку он «чётко проговаривает критерии недостоверности, чего подавляющее большинство его коллег по „поиску“ не делает», а «его труд дает ясное представление о том, какие проблемы ставит критика форм в случае с каждым блоком предания» и «он хорошо показывает, в каких отрывках богословские интересы евангелистов более заметны и менее заметны».

### Конфликт с Конфедерацией протестантских церквей Нижней Саксонии
После выхода в 1998 году книги «Большой обман. Что в действительности Иисус сказал и сделал» (нем. Der große Betrug. Und was Jesus wirklich sagte und tat) Конфедерация протестантских церквей Нижней Саксонии направило в Министерство науки и культуры Нижней Саксонии обращение, в котором изложило просьбу сначала уволить Людемана с государственной службы, а затем отстранить от преподавания на теологическом факультете. 
Однако Людеман хотел, несмотря на свой отказ от христианской веры, остаться на работе и иметь право преподавать на теологическом факультете, приводя в качестве довода то, что преподавание и научные исследования не будут ограничиваться, «если христианин больше не будет преподавать и исследовать вместе с более чем двадцатью христианами: если содержание христианской веры верное, мои коллеги, которых большинство, смогут исправить мою ошибку. Однако если оно неверно, то для студентов будет только преимуществом возможность своевременно переориентировать себя». После того, как философский факультет отклонил его прошение о приёме в число преподавателей, Людемана оставили на теологическом факультете с особым статусом: президент Гёттингенского университета Райнхард Ян преобразовал конфессиональную кафедру Нового Завета в неконфессиональную кафедру истории и литературы раннего христианства.
Людеман подал иск в суд на решение Гёттингенского университета. Его иск был отклонен в последней инстанции 3 ноября 2005 года Федеральным административным судом Германии. 28 октября 2008 года его последующая конституционная жалоба также была отклонена Федеральным конституционным судом Германии. Суд признал перевод Людемана как «посягательство на академическую свободу», но счёл это оправданным, поскольку академическая свобода ограничивается как правом факультета сохранять свою самобытность в качестве теологического факультета, так и правом самоопределения соответствующей религиозной общины, сделав вывод, что право на участие является «необходимым следствием решения государства преподавать теологию как конфессиональную науку о вере [...] в своих университетах».
Людеман больше не называл себя христианином, но оставался членом Евангелическо-лютеранской церкви земли Ганновер, чтобы иметь возможность продолжать заниматься профессиональной деятельностью на теологическом факультете.

## Научные труды

### Монографии
- Die Auferstehung Jesu. Historie, Erfahrung, Theologie. Vandenhoeck & Ruprecht, Göttingen, 1994. ISBN 3-525-53523-6.
- Ketzer: Die andere Seite des frühen Christentums. Radius, Stuttgart, 1995. ISBN 3-87173-078-5.
- Osterglaube ohne Auferstehung? Diskussion mit Gerd Lüdemann. Hrsg. v. Hansjürgen Verweyen[нем.]. Herder, Freiburg, 1995. ISBN 3-451-02155-2.
- Was mit Jesus wirklich geschah. Die Auferstehung historisch betrachtet. Mit Alf Özen. Radius, Stuttgart, 1995. ISBN 3-87173-033-5.
- Die Bibel der Häretiker. Die gnostischen Schriften aus Nag Hammadi – Erste deutsche Gesamtübersetzung. Mit Martina Janßen. Radius, Stuttgart, 1997 ISBN 3-87173-128-5.
Übersetzung der Nag-Hammadi-Schriften[23].
- „Der große Betrug“. Und was Jesus wirklich sagte und tat. (4. Aufl. 2002) Zu Klampen, Springe, 1998. ISBN 3-924245-70-3.
- Im Würgegriff der Kirche. Für die Freiheit der theologischen Wissenschaft. Zu Klampen, Springe, 1998. ISBN 3-924245-76-2.
- (versus) Carsten Peter Thiede: Die Auferstehung Jesu – Fiktion oder Wirklichkeit? Ein Streitgespräch. Brunnen[нем.], Basel, 2001. ISBN 3-7655-1241-9.
- Paulus, der Gründer des Christentums. Zu Klampen, Springe, ISBN 3-934920-07-1.
- Das Unheilige in der Heiligen Schrift – Die Dunklen Seiten der Bibel. Zu Klampen Verlag Springe, 2001. ISBN 978-3-934920-03-3
- Die Auferweckung Jesu von den Toten. Ursprung und Geschichte einer Selbsttäuschung. Zu Klampen, Springe, 2002. ISBN 3-934920-20-9.
- Das Unheilige in der Heiligen Schrift. Die dunkle Seite der Bibel. 3. Auflage. Zu Klampen, Springe, 2004. ISBN 3-934920-03-9.
- Jesus nach 2000 Jahren. Was er wirklich sagte und tat. Mit Beiträgen von Frank Schleritt und Martina Janßen. 2., verbesserte Auflage. Zu Klampen, Springe, ISBN 3-934920-48-9.
- Die Intoleranz des Evangeliums. Erläutert an ausgewählten Schriften des Neuen Testaments. Zu Klampen, Springe, 2004. ISBN 3-934920-44-6.
- Altes Testament und christliche Kirche. Versuch der Aufklärung. Zu Klampen, Springe, 2006. ISBN 3-934920-96-9.
- Das Judas-Evangelium und das Evangelium nach Maria. Zwei gnostische Schriften aus der Frühzeit des Christentums. Radius, Stuttgart, ISBN 978-3-87173-366-6.
- Das Jesusbild des Papstes. Über Joseph Ratzingers kühnen Umgang mit den Quellen. 1. und 2. Auflage. Zu Klampen, Springe, 2007. ISBN 978-3-86674-010-5.
- Der erfundene Jesus. Unechte Jesusworte im Neuen Testament. Zu Klampen, Springe, 2008. ISBN 978-3-86674-022-8.
- Jungfrauengeburt? Die Geschichte von Maria und ihrem Sohn Jesus. Vollständig überarbeitete und erweiterte Neuausgabe. Zu Klampen, Springe, 2008. ISBN 978-3-86674-028-0.
- Arbeitsübersetzung des Neuen Testaments. Mit Frank Schleritt. Vandenhoeck & Ruprecht, Göttingen, 2008. ISBN 978-3-8252-3163-7.
- Die ersten drei Jahre Christentum. Zu Klampen, Springe, 2009. ISBN 978-3-86674-060-0.
- Die gröbste Fälschung des Neuen Testaments. Der zweite Thessalonicherbrief. Zu Klampen, Springe, 2010. ISBN 978-3-86674-090-7.
- Wer war Jesus? Theologisch-politische Interventionen. — Zu Klampen. — ISBN 978-3-86674-144-7. Buchbeschreibung des Verlags
- Der älteste christliche Text. Erster Thessalonicherbrief. — Zu Klampen. — ISBN 978-3-86674-157-7.[24]
- Jesus nach 2000 Jahren – Was Jesus wirklich sagte und tat. Zu Klampen Verlag Springe, 2012. ISBN 978-3-86674-173-7
- Der echte Jesus – Seine historischen Taten und Worte. Ein Lesebuch. Zu Klampen Verlag Springe, 2013. ISBN 978-3-86674-186-7

### Статья
- Gerd Lüdemann, 'The Decline of Academic Theology at Göttingen' // Religion (2002) 32, 87–94 doi:10.1006/reli.2002.0411
- Vgl. Gerd Lüdemann. Theologie zwischen freier Wissenschaft und religiöser Vorgabe. Ein Erfahrungsbericht. // Helmut Ortner[нем.], Stefana Sabin[нем.] (Hrsg.): Politik ohne Gott. Wie viel Religion verträgt unsere Demokratie? Springe 2014, S. 62–69